# ليسويرس غوبي
ليسويرس غوبي هو نوع من الأسماك.

## أماكن التواجد
يتواجد هذا النواع من الأسماك في شرق المحيط الأطلسي بالقرب من سواحل جزر الكناري والمغرب وكذلك في البحر الأبيض المتوسط.
1. ↑  "معلومات عن ليسويرس غوبي". مؤرشف من الأصل في 2020-10-22.